# Thiền sư
Thiền sư (zh: 禪師; ; ja: zenji, kr: sonsa, en: zen master) là các vị tì-kheo thông suốt về toạ thiền. Vào thời Phật còn tại thế, các vị A-la-hán đều là những người thông hiểu về tất cả các pháp Thiền. Đến thời Phật Giáo đại chúng bộ, giữa các vị tỳ kheo sản sinh ra những nhân tài về các chuyên môn như: Kinh sư (chuyên về tụng niệm), Luận sư (chuyên về luận), Luật sư (chuyên về giới luật), Tam tạng sư (thông suốt về tam tạng Kinh điển), Pháp sư (thông hiểu kinh điển, thuyết pháp), Thiền sư, v.v. Trong đó người chuyên tâm tọa Thiền, thông hiểu thiền định thì gọi là thiền sư (tiếng pali: Jhàyin).
Ở Trung Quốc, danh hiệu Thiền sư không chỉ dành riêng cho các vị đại sư, danh đức của Thiền tông mà các pháp sư, đại sư của các tông phái khác như Thiên Thai tông, Hoa Nghiêm tông, Tịnh độ tông nhiều lúc cũng được tôn xưng là Thiền sư (với ý nghĩa tôn kính bậc cao tăng, danh đức Phật giáo): Huệ Văn Thiền sư (Tổ sư của Thiên Thai tông), Huệ Tư Thiền sư (Tổ sư của Thiên Thai Tông), Đạo Xước Thiền sư (tổ của Tịnh Độ tông), v.v.
Trong Thiền tông, danh hiệu Thiền sư dùng để chỉ cho những vị Thiền tăng đã tu hành và đạt Kiến tính, hoằng hóa và truyền bá Thiền tông. Thường thường các đại sư được ban danh hiệu này sau khi viên tịch nhưng cũng có nhiều người được mang danh hiệu trong lúc còn giáo hoá. Trong lịch sử phong kiến Trung Quốc, triều đình và hoàng đế thường ban danh hiệu Thiền sư cho các bậc cao tăng thạc đức (thường là sau khi các vị cao tăng này thị tịch), Đại sư Thần Tú là người đầu tiên được triều đình Trung Quốc ban danh hiệu Đại Thông Thiền sư sau khi tịch. Thiền sư Đại Huệ Tông Cảo nổi danh của Tông Lâm Tế đời nhà Tống là người đầu tiên được triều đình ban danh hiệu Thiền sư lúc còn sống.
Trong Phật giáo Nam tông, danh từ Thiền sư thường được các đệ tử dùng để tôn kính gọi các vị sư thực hành Thiền định tinh tấn và hướng dẫn, dạy các đệ tử thực hành Thiền Nam Tông như Tứ Niệm Xứ, Minh Sát Tuệ, v.v. Vị thiền sư Nam tông được nhiều người biết đến là Thiền sư Ajahn Chah, v.v.
Tại Mỹ và phương Tây, người ta phân biệt rất rõ về khái niệm Thiền sư. Zen master được dùng để gọi các vị tăng dạy về đường lối thực hành truyền thống Thiền tông như Thiền công án, thoại đầu, chỉ quán đả tọa (shikantaza), còn Meditation teacher dùng để chỉ những người dạy Thiền Định nói chung như yoga, tĩnh tâm, v.v. nhưng không thuộc Thiền tông, Phật giáo.